# 大臣登録講習
大臣登録講習（だいじんとうろくこうしゅう）は、日本において国家機関が直接資格を認定するために、国家試験などを行うのではなく、民間の団体などが行う講習でもって資格を認定する場合、受講資格や難易度、合格基準や程度などを一定に保つことが必要である。
そのために、登録講習を行う機関は国土交通省などに対して講習機関として登録を行うよう求められ、大臣が登録講習機関として登録し、それぞれの法律や省令などに基いた講習を行うことになる。
これにより、一定の知識を持ったものが業務に当たることになり無資格者の点検が実効をはなさないなどの弊害が除去される。

## 種類
登録講習を一度受けると資格が有効なものと、一定の年限ごとに更新講習を受けなければならないものがある。また、資格取得は試験で行い、更新を登録講習で行うこともある。
注意が必要なのは、大臣に登録した講習という意味合いでなく、各民間団体などが自らの発行する資格を与えるために「自らの団体などに登録するための」講習という意味で「登録講習」という文言を使う場合があるので、大臣登録講習と呼ぶのが正確であるが、大臣という文字がない場合もある。
登録要件さえ満たせば登録されることになるので、登録機関が乱立し、他の機関とは無関係であると表明する機関がある資格がある一方、地域的に満遍なく登録機関が存在する必要がある資格もあるので登録機関の数については少ないから良いとか多いから良いというものではない。

## 国土交通省関係　国土交通大臣登録講習

### 建築設備検査資格者・昇降機検査資格者
建築基準法施行規則第4条の20に基づく国土交通大臣の登録講習実施機関
- 財団法人日本建築設備・昇降機センター

### 解体工事施工技術講習
解体工事業に係る登録等に関する省令第7条第2号に規定する登録講習
- 社団法人全国解体工事業団体連合会
- 株式会社日本解体工事技術協会

### 宅地建物取引士試験の登録講習（宅建業従事者、試験一部免除）
宅地建物取引業法第16条第3項に基づき国土交通大臣の登録を受けた登録講習機関
- 財団法人不動産流通近代化センター
- 株式会社東京リーガルマインド
- TAC株式会社
- 株式会社住宅新報社
- アットホーム株式会社
- 株式会社総合資格
- 株式会社九州不動産専門学院
- 株式会社辰已法律研究所
- 株式会社日建学院
- 株式会社週刊住宅新聞社
- 株式会社日本ビジネス法研究所
- 有限会社ユーノリカ（宅建ゼミナール）
- 株式会社Social Bridge

### 宅地建物取引士試験の登録実務講習（実務経験2年未満、合格後）
宅地建物取引業法第13条の16第1号に基づき国土交通大臣の登録を受けた登録実務講習機関
- 財団法人不動産流通近代化センター
- 株式会社東京リーガルマインド
- 株式会社日建学院
- TAC株式会社
- 株式会社総合資格
- 株式会社住宅新報社
- 株式会社九州不動産専門学院
- 株式会社日本ビジネス法研究所
- 株式会社週刊住宅新聞社
- 株式会社辰已法律研究所（休止中）
- 株式会社Social Bridge

### マンション管理士
マンションの管理の適正化の推進に関する法律第41条
- 財団法人マンション管理センター

### 管理業務主任者登録実務講習
マンションの管理の適正化の推進に関する法律
- 一般社団法人マンション管理業協会

### 監理技術者
建設業法第26条第4号により国土交通大臣の登録を受けた監理技術者講習を実施している機関
- 財団法人全国建設研修センター
- 財団法人建設業振興基金
- 株式会社建設産業振興センター・財団法人建設業振興基金　テレビ講習
- 社団法人全国土木施工管理技士会連合会
- 財団法人神奈川県都市整備技術センター
- 株式会社総合資格
- 株式会社日建学院

### 小型船舶操縦士更新講習（一部海技士更新講習）
海事教育機関、船舶職員養成施設、小型船舶教習所を参照
- (財)日本海洋レジャー安全・振興協会
- (有)村上猛海事事務所
- (財)日本船舶職員養成協会
- (社)中国船舶職員養成協会
- (財)関門海技協会
- 宇城市立九州海技学院
- (財)尾道海技学院
- まどか海事事務所（宇野まどか）
- (有)マリンテクノ東京
- (有)入枝海事事務所
- (有)東北小型船舶免許センター
- (有)船舶免許静岡更新センター
- 高橋海事事務所（高橋敏和）
- (株)小型船舶免許センター
- 宮古島海事センター（横田裕介）
- ボート免許センター（大芝真也）
- MSTCマリンライセンス
- 堀川登録小型船舶教習所（堀川正志）
- 金岡海事事務所（金岡勝彦）
- 合同会社　白い航跡（黒田正彦）
- （有）沖縄マリン

### 浄化槽設備士
浄化槽法 
- 財団法人浄化槽設備士センター

## 農林水産省（水産庁）関係・農林水産大臣（水産庁長官）関係

### 遊漁船業務主任者
遊漁船業の適正化に関する法律施行規則第10条
- 社団法人全国遊漁船業協会
- MSTCマリンライセンス

## 厚生労働省関係・厚生労働大臣関係

### 食品衛生管理者
食品衛生法第48条
- 社団法人日本食品衛生協会
- 日本食品添加物協会
- 社団法人日本食肉加工協会

### 食鳥処理衛生管理者
食鳥処理の事業の規制及び食鳥検査に関する法律第12条
- 社団法人日本食品衛生協会
- 全国食鳥肉販売生活衛生同業組合連合会
- 社団法人日本食鳥協会

### 作業環境測定士
作業環境測定法第5条
- 社団法人日本作業環境測定協会
- 社団法人関西労働衛生技術センター
- 財団法人労働科学研究所
- 独立行政法人日本原子力研究開発機構原子力研修センター
- 社団法人日本アイソトープ協会

### 労働安全衛生法による免許証、技能講習、特別教育
労働安全衛生法
- 都道府県労働局長登録教習機関を参照